# Yalı (residencia)

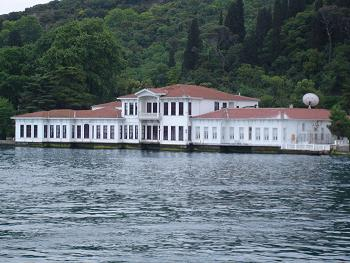
Yalı de Kıbrıslı Mehmed Emin Pasha en Kandilli, en la costa anatolia del Bósforo en Estambul.

Un yalı (en turco: yalı, del griego γιαλή yialí (mod. γιαλός yialós), literalmente «costa, playa») es una casa o mansión construida en primera línea de costa (casi exclusivamente del mar, particularmente en el estrecho del Bósforo en Estambul) y construida usualmente con un concepto arquitectónico que tiene en cuenta las características de esta localización. Una familia que tuviera un yalı junto al mar pasaría algún tiempo en ella como segunda residencia, en oposición al konak («mansión») o al köşk («pabellón», que a menudo servía a un determinado uso práctico, como cazar, o era temporal). Por tanto, ir al yalı adquirió el sentido tanto de ir a la costa como de ir a la casa situada allí. En este sentido contemporáneo, el término yalı se usa principalmente para denotar a la cantidad total de 620 residencias junto al mar, la mayoría de las cuales datan del siglo XIX (algunas datan del siglo XVIII, y algunas son de principios del siglo XX), dispersas a lo largo de las costas del Bósforo en Estambul. Como tal, constituyen uno de los lugares de interés de la ciudad.

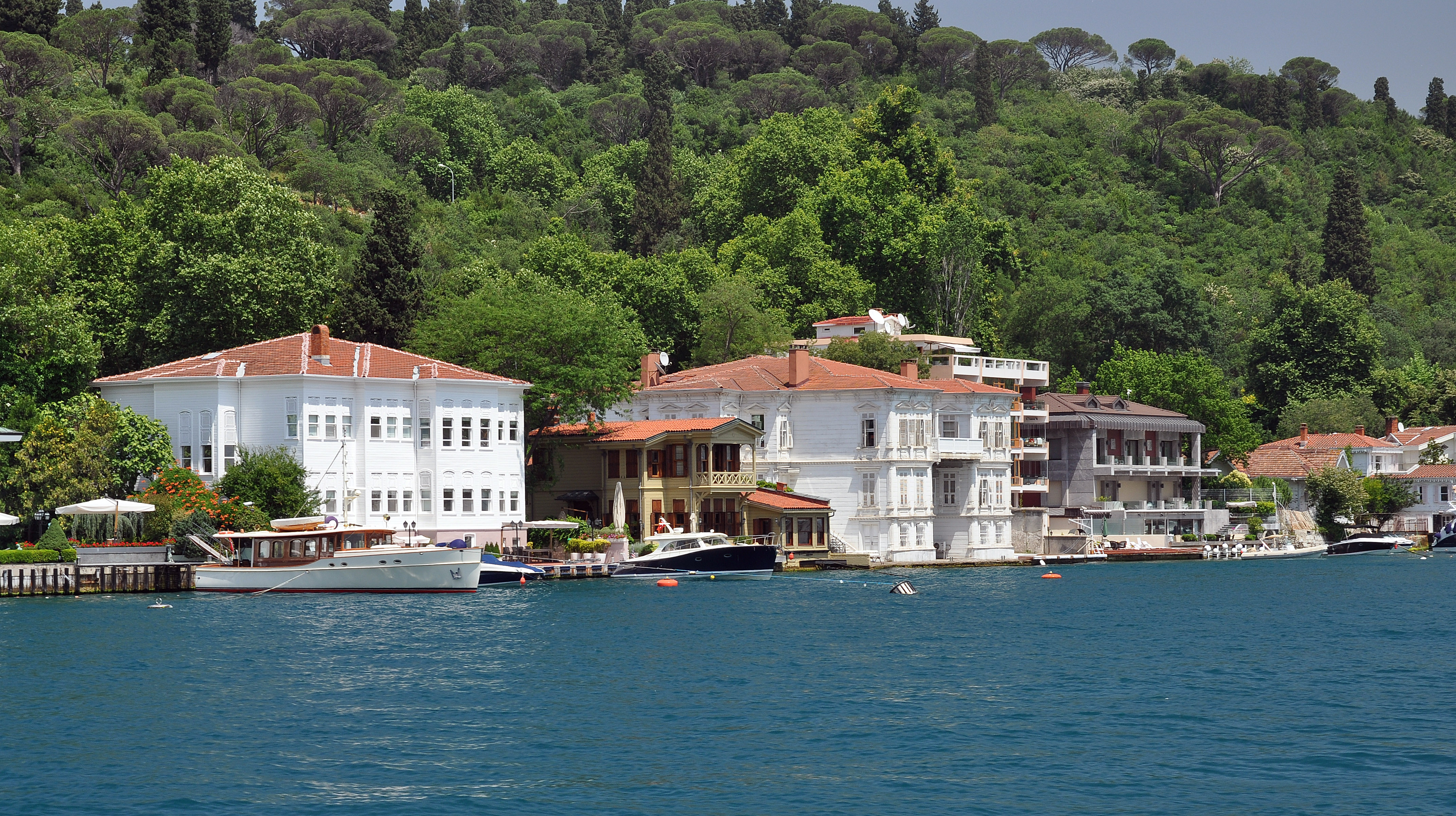
Yağlıkçı Hacı Reşit Bey Yalısı y Prenses Rukiye Yalısı en Kanlıca, en la costa anatolia del Bósforo.

La madera, trabajada finamente, era el material de construcción predominante escogido para los yalıs, al igual que lo era para la gran mayoría de casas tradicionales turcas. A menudo, las restauraciones posteriores han reducido las partes de madera de la estructura, pero no obstante la madera continúa siendo el material prominente y más identificativo de los yalıs históricos. No es poco común que las mansiones restauradas más recientemente usen la madera esencialmente solo para la decoración exterior.

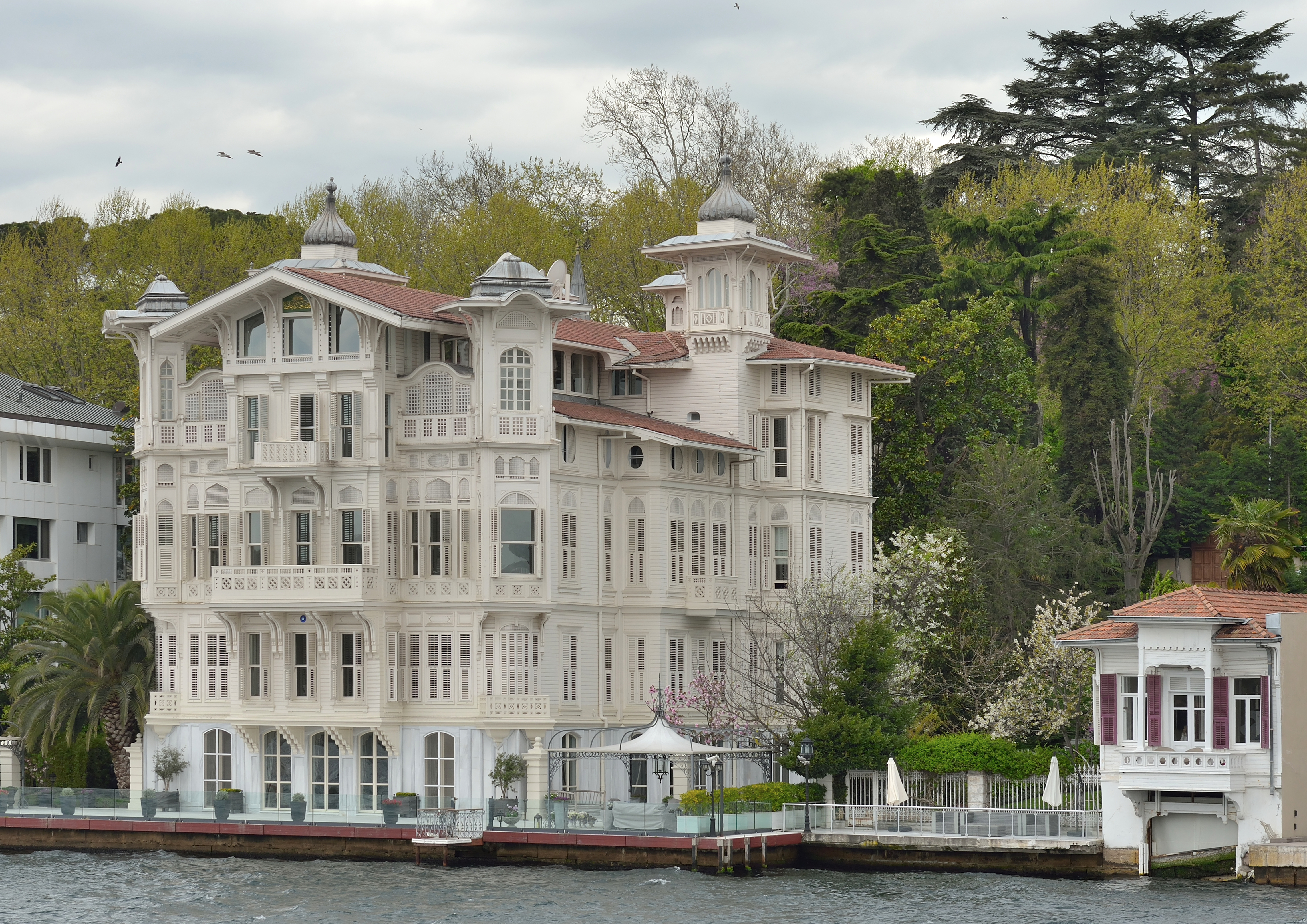
Yalı de Ahmet Afif Pasha en Yeniköy en la costa europea del Bósforo, diseñado por Alexander Vallaury.

El yalı más antiguo que se conserva es el construido por el gran visir Amcazade Köprülü Hüseyin Pasha (de la influyente dinastía de los Köprülü) en 1699 en el barrio de Kanlıca del distrito de Beykoz, en la costa asiática del Bósforo. De este yalı han sobrevivido la sala de audiencias (divanhane) y sus anexos inmediatos. En la costa opuesta, la europea, el más antiguo es el Şerifler Yalısı en el barrio de Emirgan del distrito de Sarıyer, que fue construido en 1780 pero lleva el nombre de un propietario posterior. El yalı más caro es Erbilgin Yalısı situado en Yeniköy, Estambul. La revista Forbes clasificó a Erbilgin Yalısı como la quinta casa más cara del mundo, con un precio de cien millones de dólares.
Cornucopia, una revista sobre el arte, cultura e historia de Turquía, tiene una sección regular sobre los yalıs del Bósforo, su arquitectura y sus interiores. Entre los yalıs notables incluidos está el de Kıbrıslı Mehmed Emin Pasha, el de Ethem Pertev, el de Saffet Pasha, y el de Zeki Pasha.

## Precios
Los yalıs son conocidos por ser las casas más caras de Estambul. También hay yalıs históricos disponibles para alquilar. Algunos de los yalıs más caros son los siguientes: Hekimbaşı Salih Efendi Yalısı ($185 000 000), Şehzade Burhaneddin Efendi Yalısı ($150 000 000), Tophane Müşiri Zeki Paşa Yalısı ($125 000 000), Kıbrıslı Mehmed Emin Paşa Yalısı ($120 000 000), Kont Ostrorog Yalısı ($105 000 000) y Zarif Mustafa Paşa Yalısı ($70 000 000). La familia Sabancı, propietaria de uno de los mayores conglomerados industriales de Turquía, compró el Ahmet Afif Paşa Yalısı en Yeniköy por 58 000 000 de liras en 2009.

## Galería de imágenes

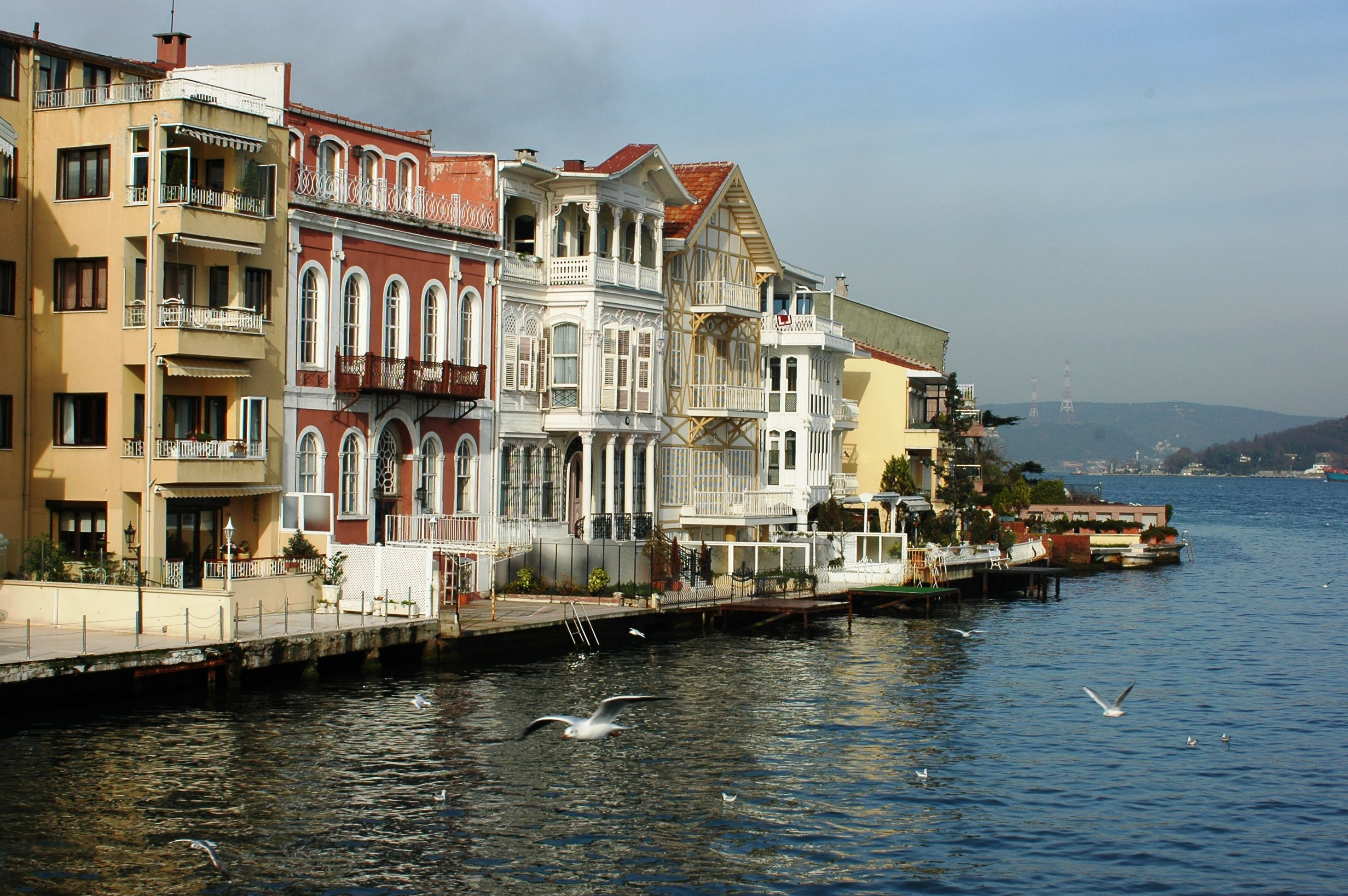
Yeniköy, en el Bósforo.
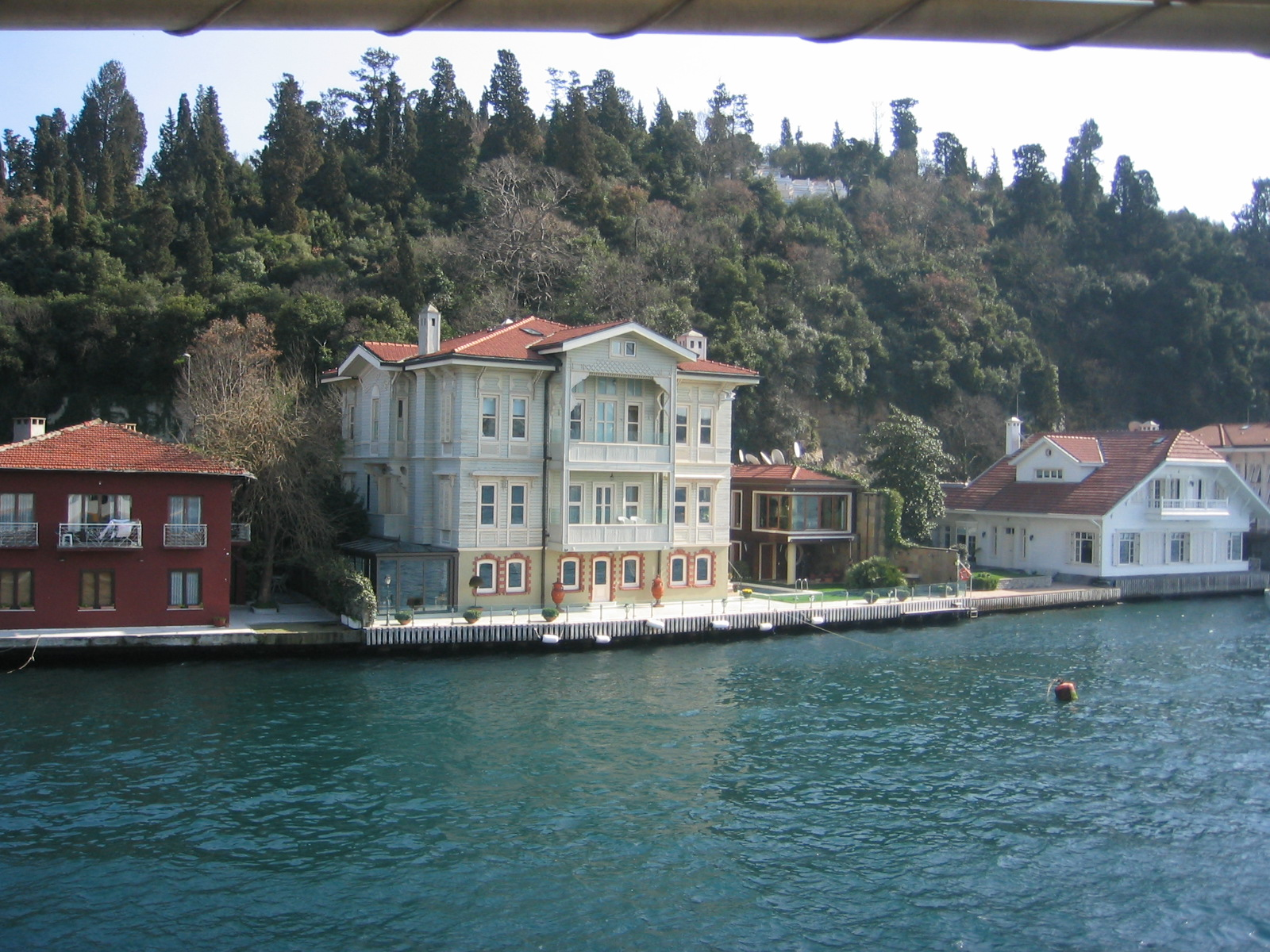
Yalı otomanos en el Bósforo.
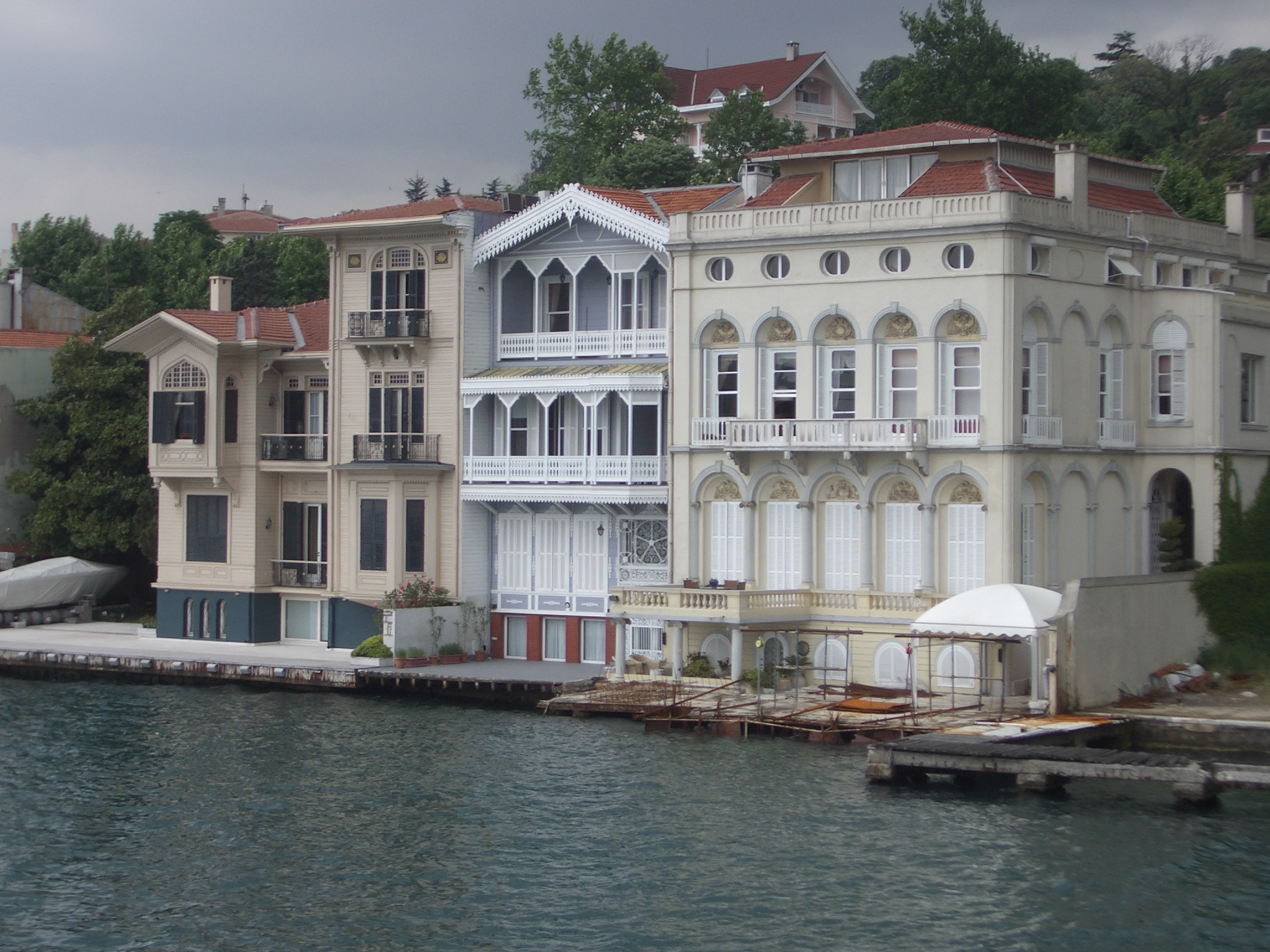
Yalı otomanos en el Bósforo.
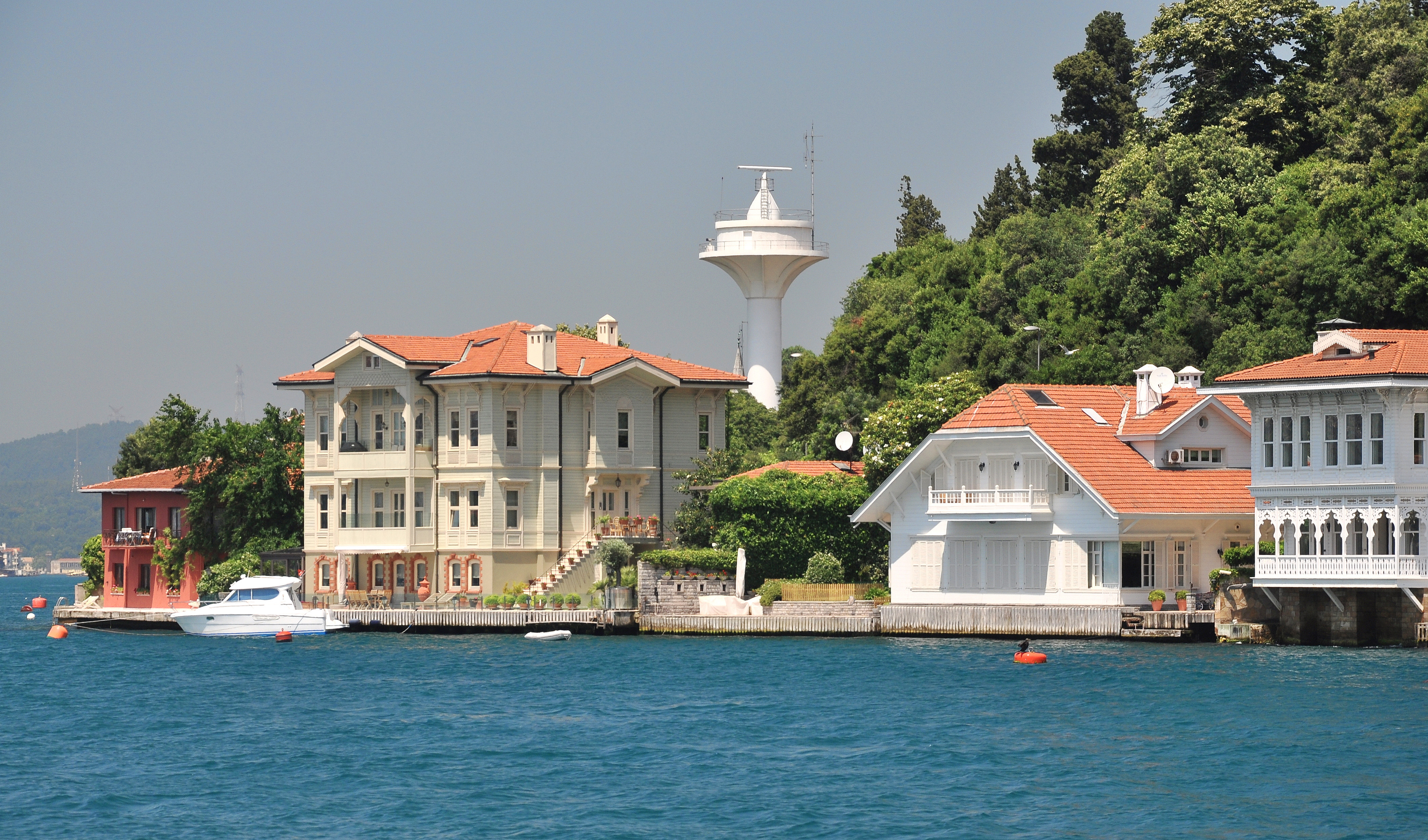
Yalı otomanos en el Bósforo.
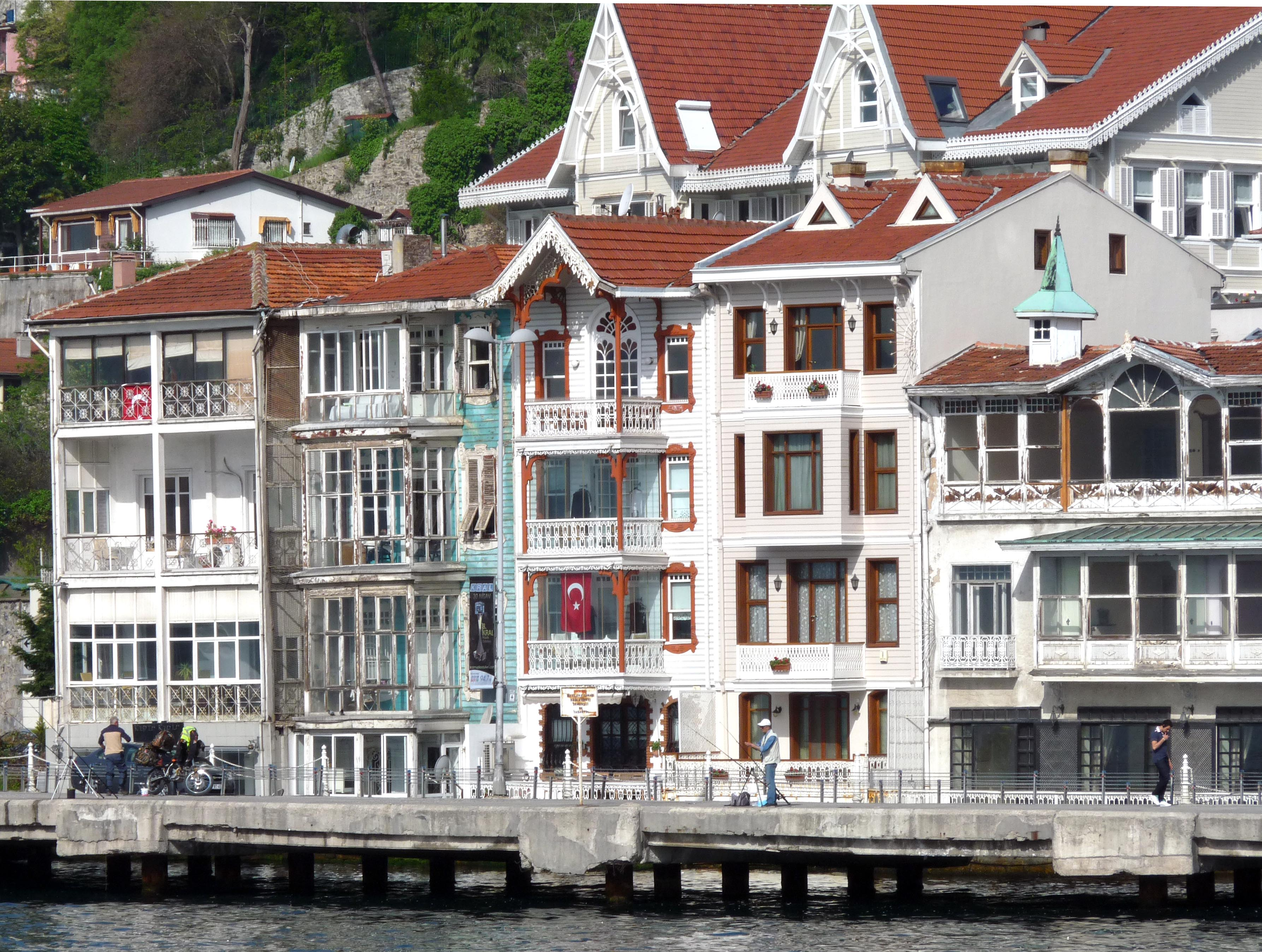
Yalı otomanos en el Bósforo.
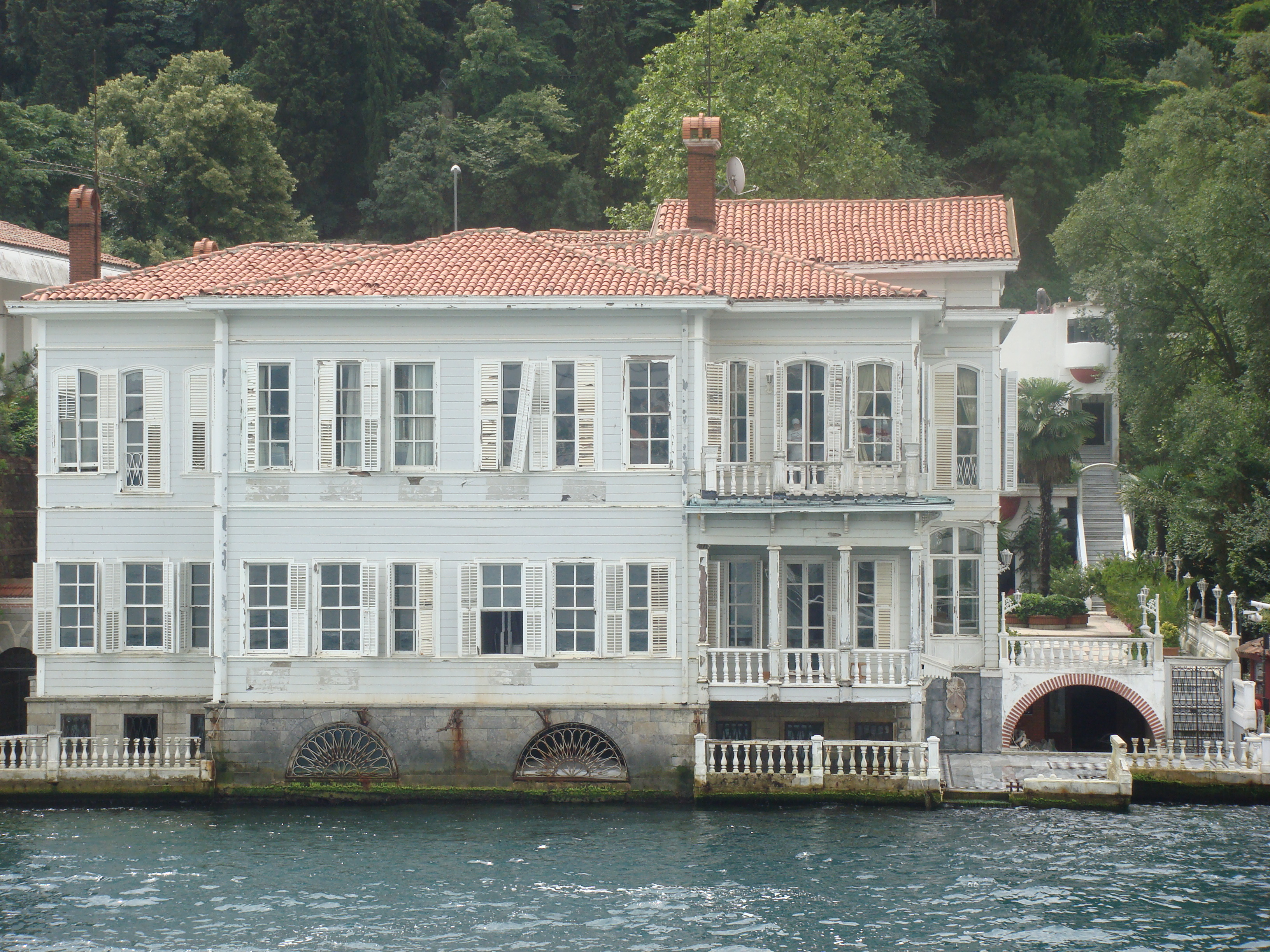
Yalı otomanos en el Bósforo.
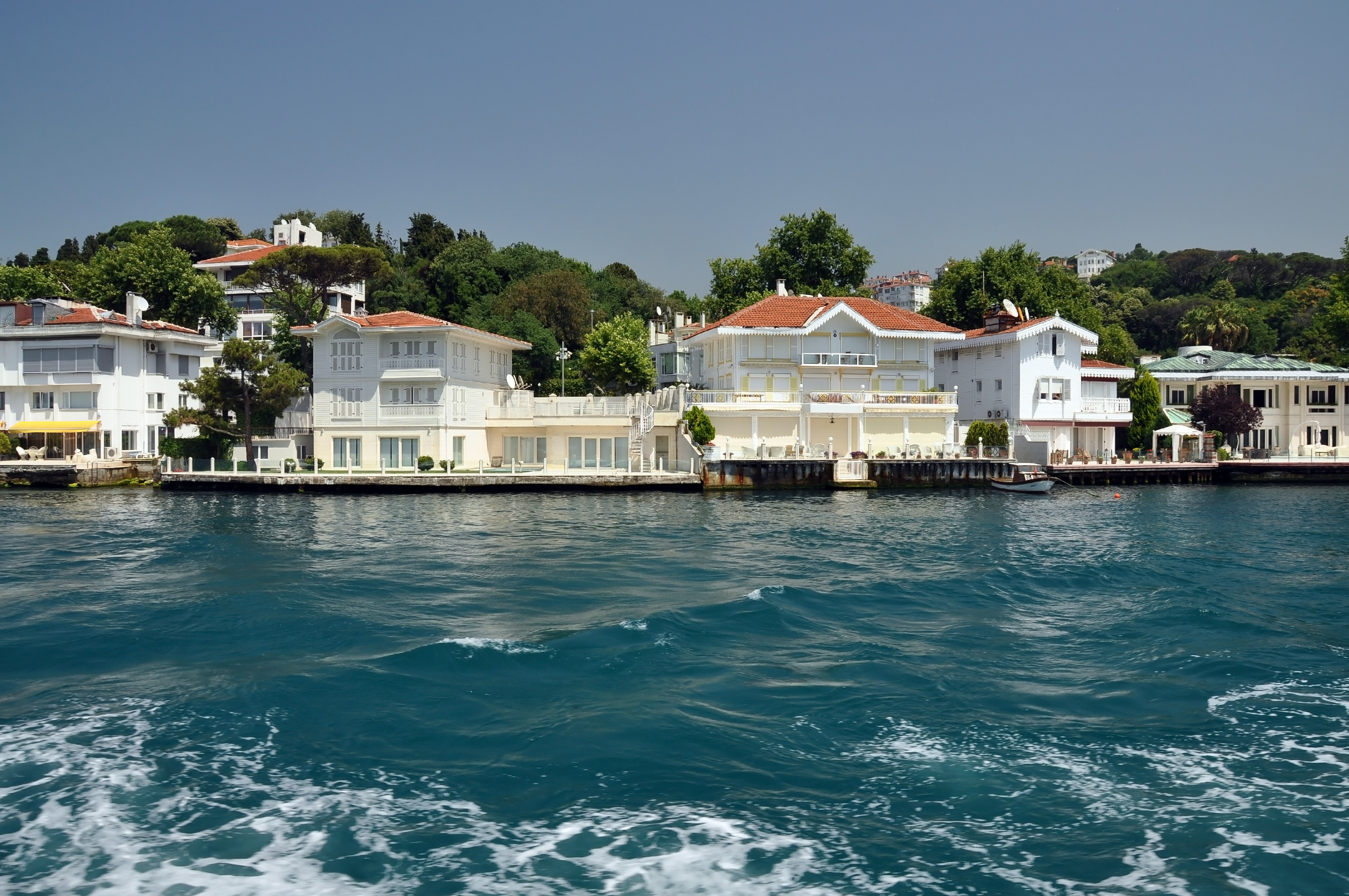
Elbiseci Ahmet Bey Yalısı y Esra Umur Yalısı en Kanlıca en el Bósforo.
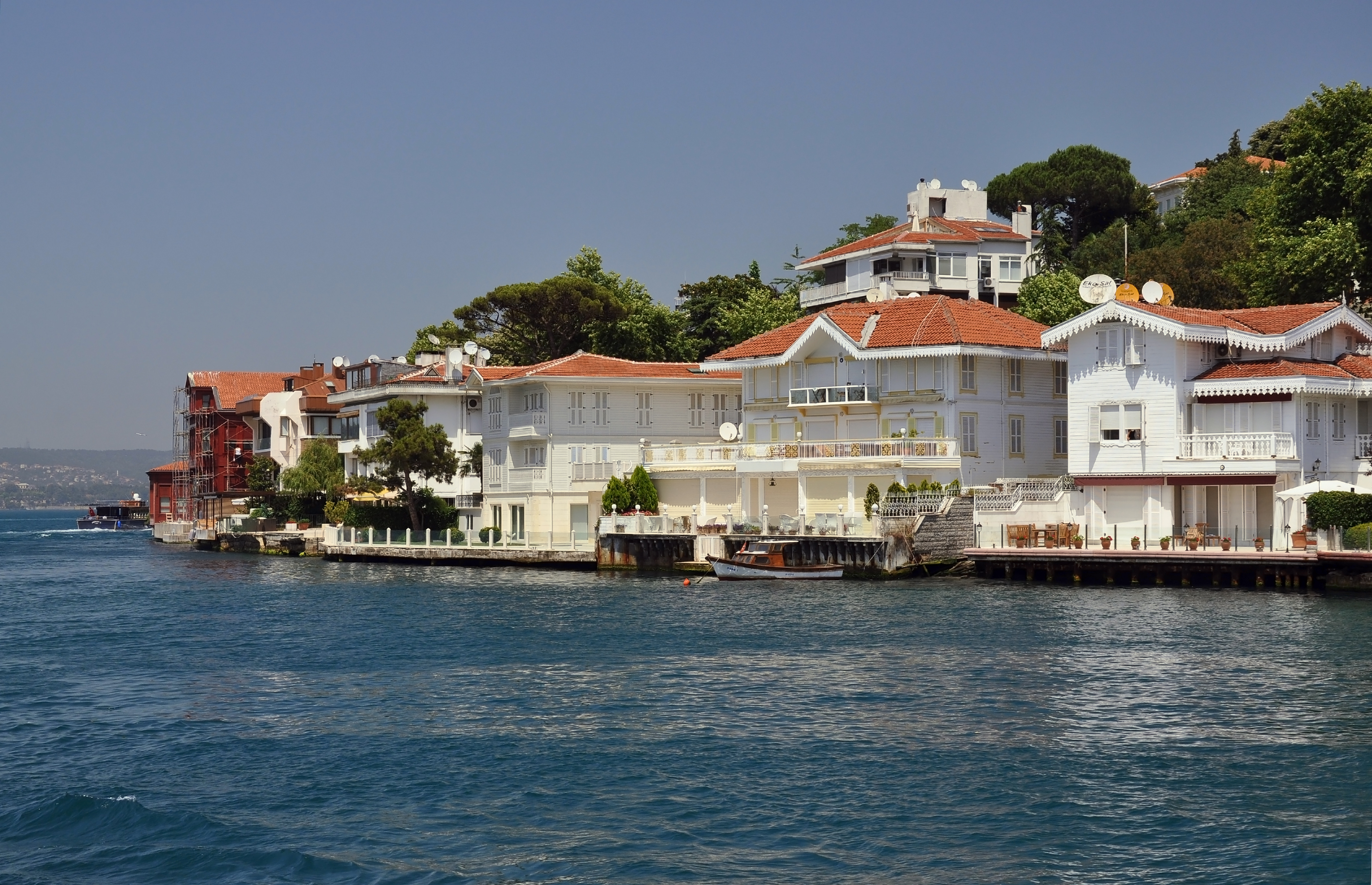
Esra Umur Yalısı y Necati Bey Yalısı en Kanlıca en el Bósforo.
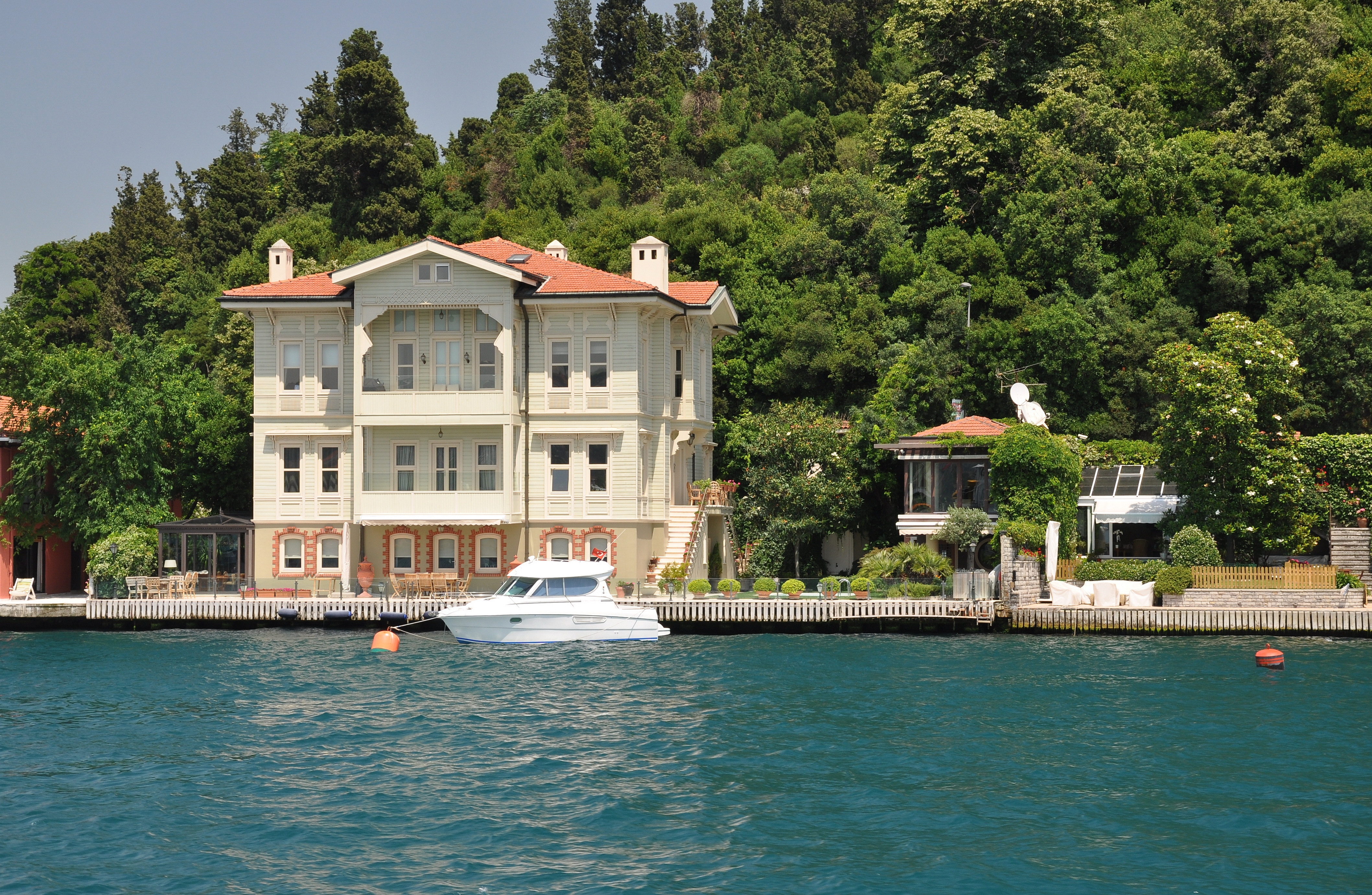
Hacı Ahmet Bey Yalısı en Kanlıca en el Bósforo.
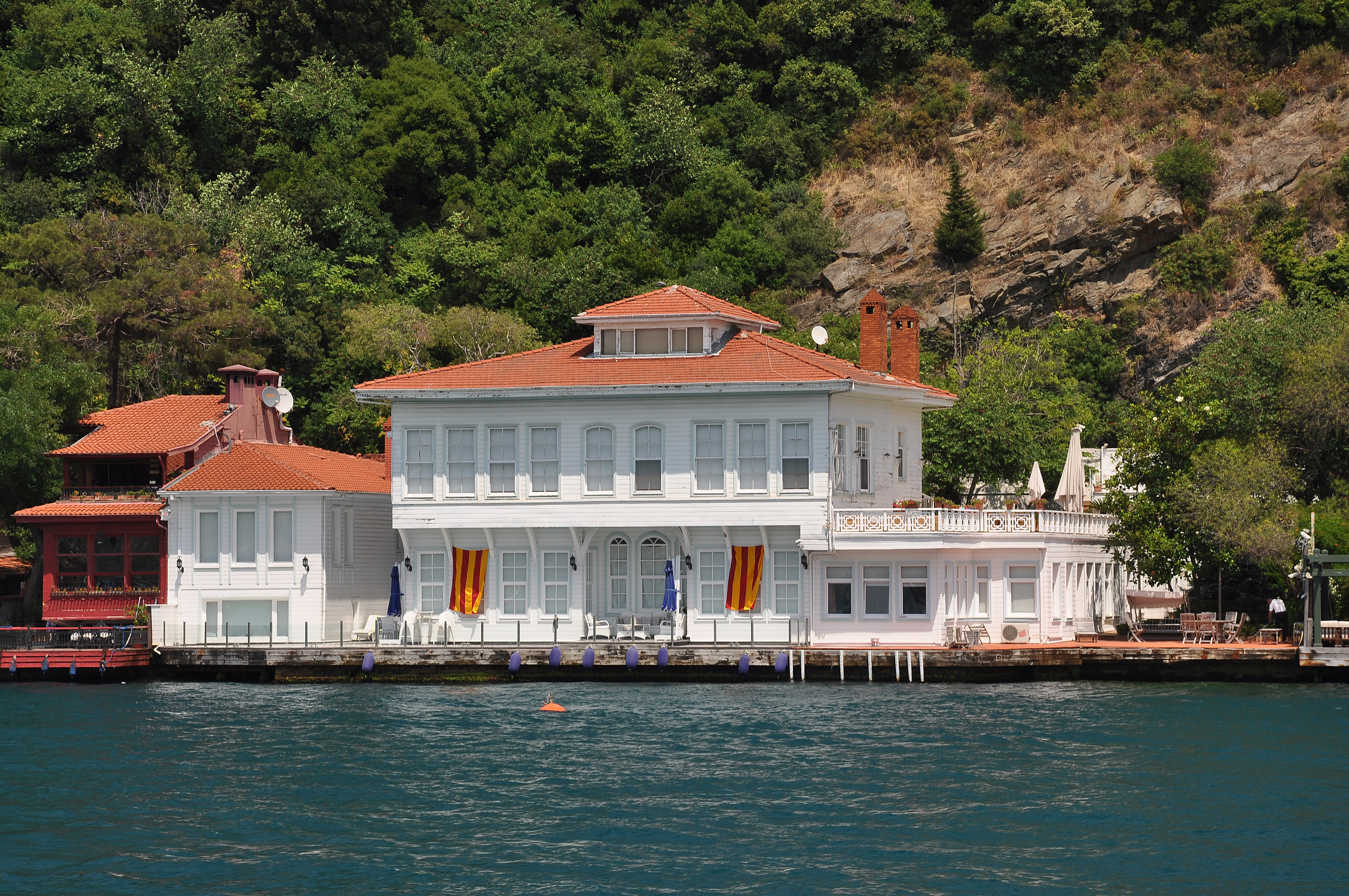
Sadrazam Kadri Paşa Yalısı en Kanlıca en el Bósforo.
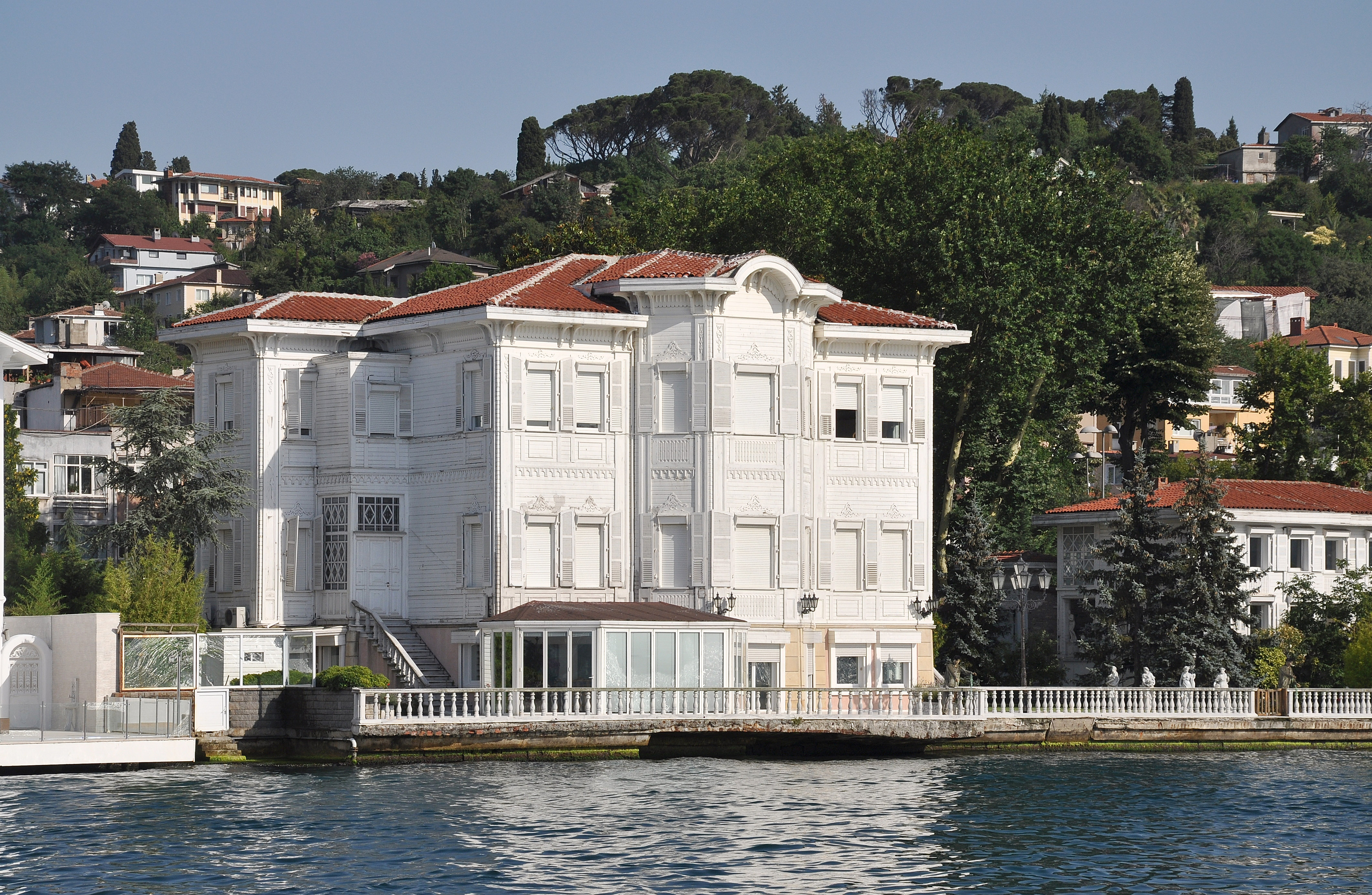
Yağcı Hacı Şefik Bey Yalısı en Kanlıca en el Bósforo.
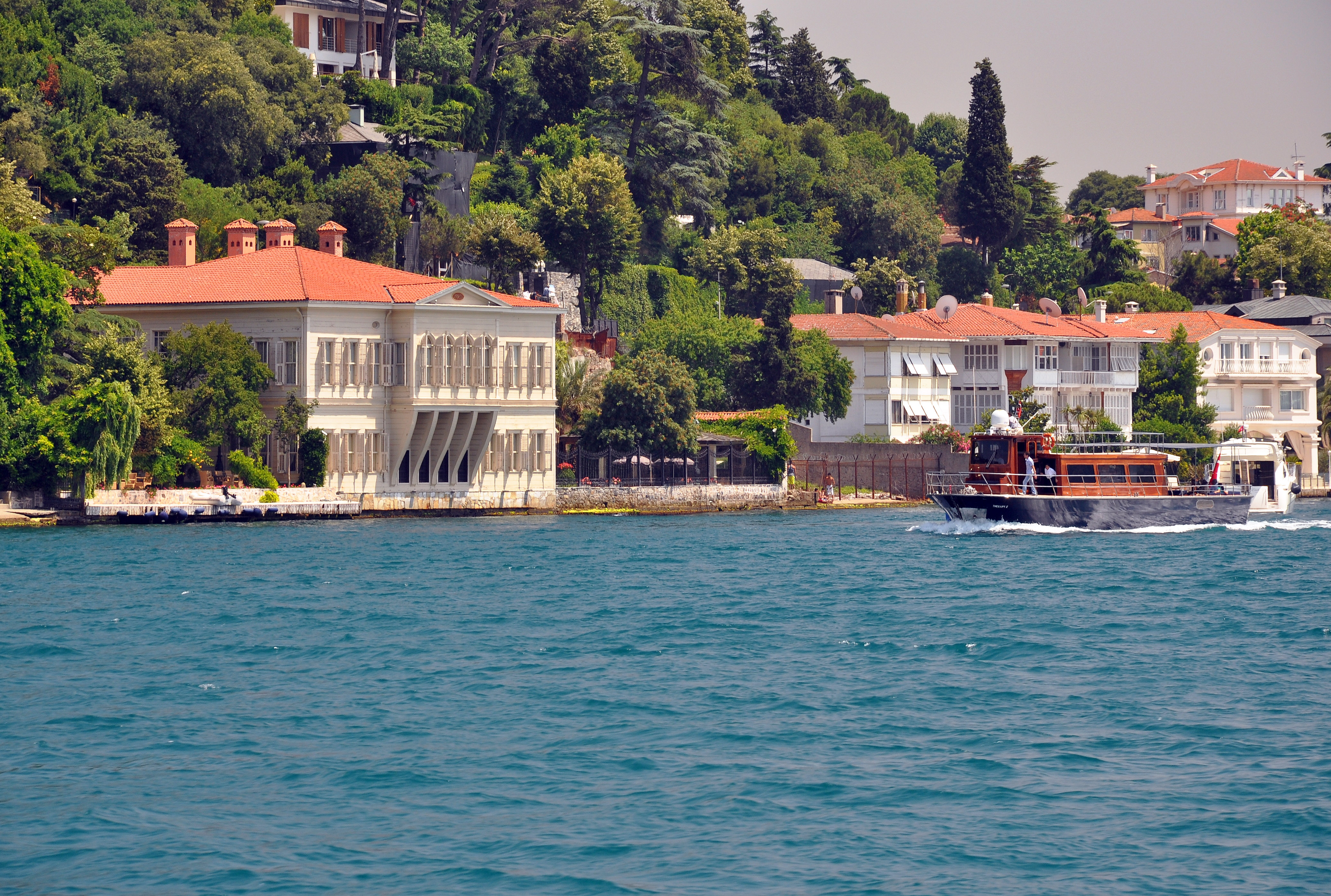
Zarif Mustafa Paşa Yalısı en Kanlıca en el Bósforo.
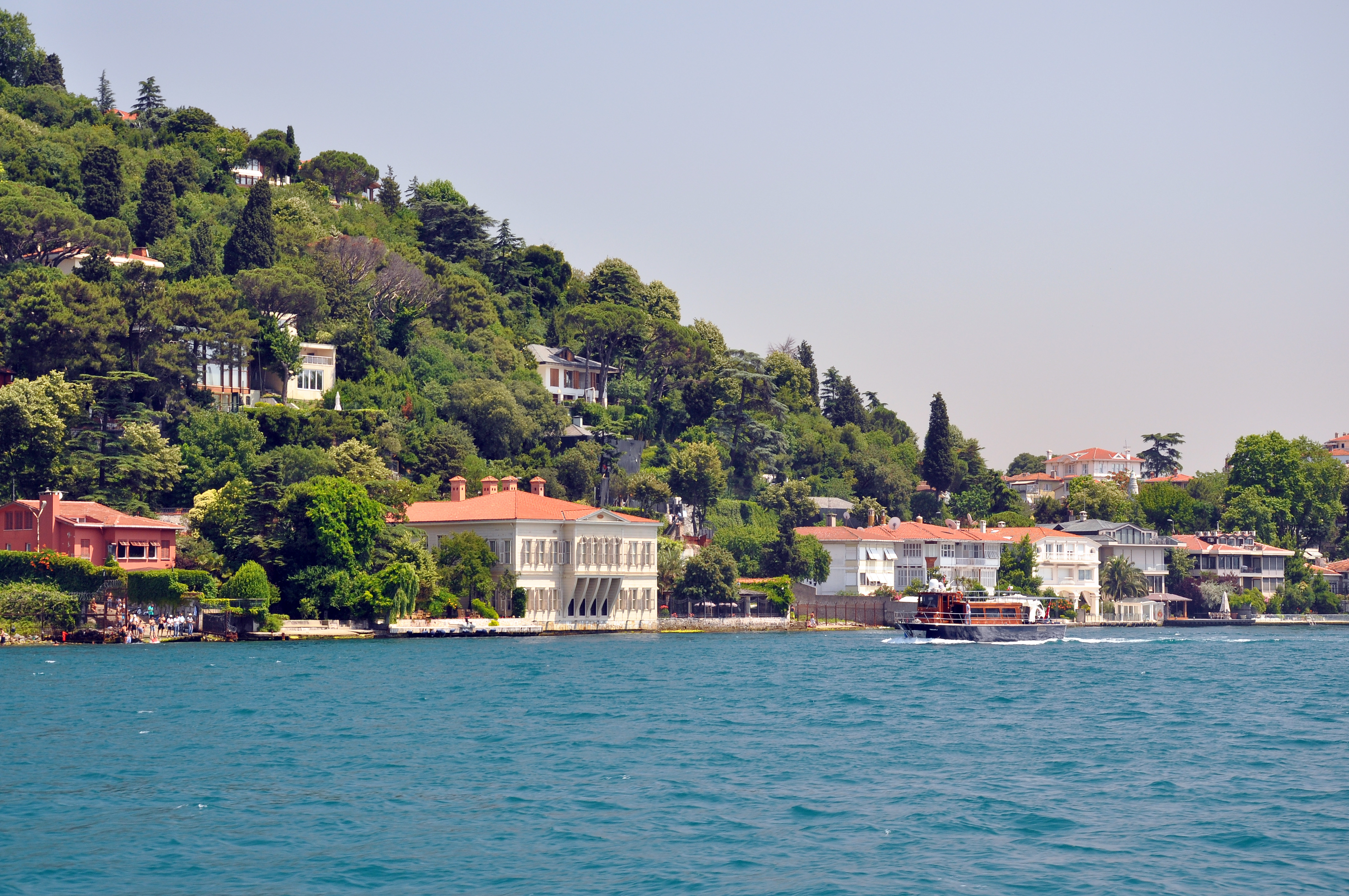
Zarif Mustafa Paşa Yalısı en Kanlıca en el Bósforo.
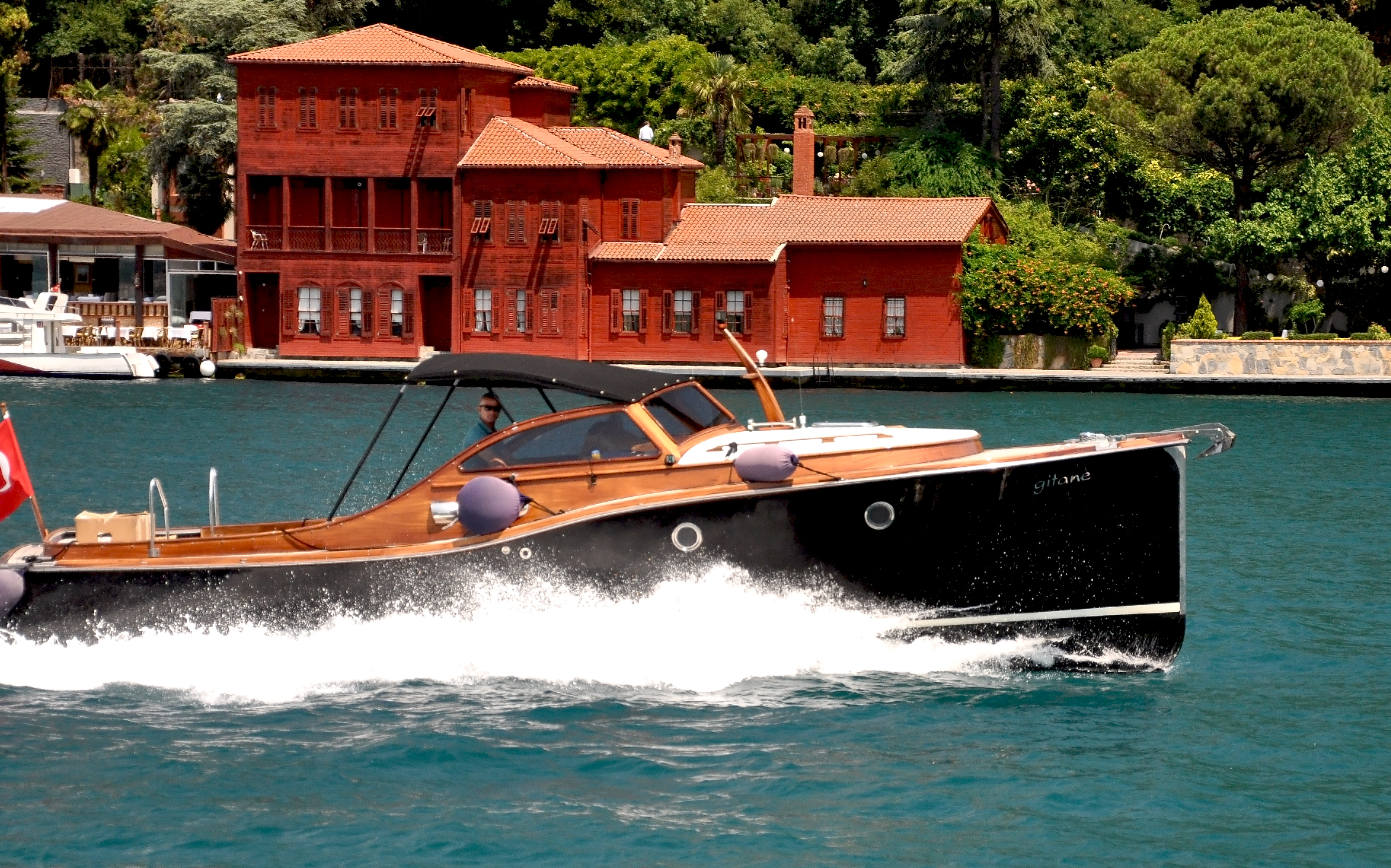
Hekimbaşı Salih Efendi Yalısı en Kanlıca en el Bósforo.
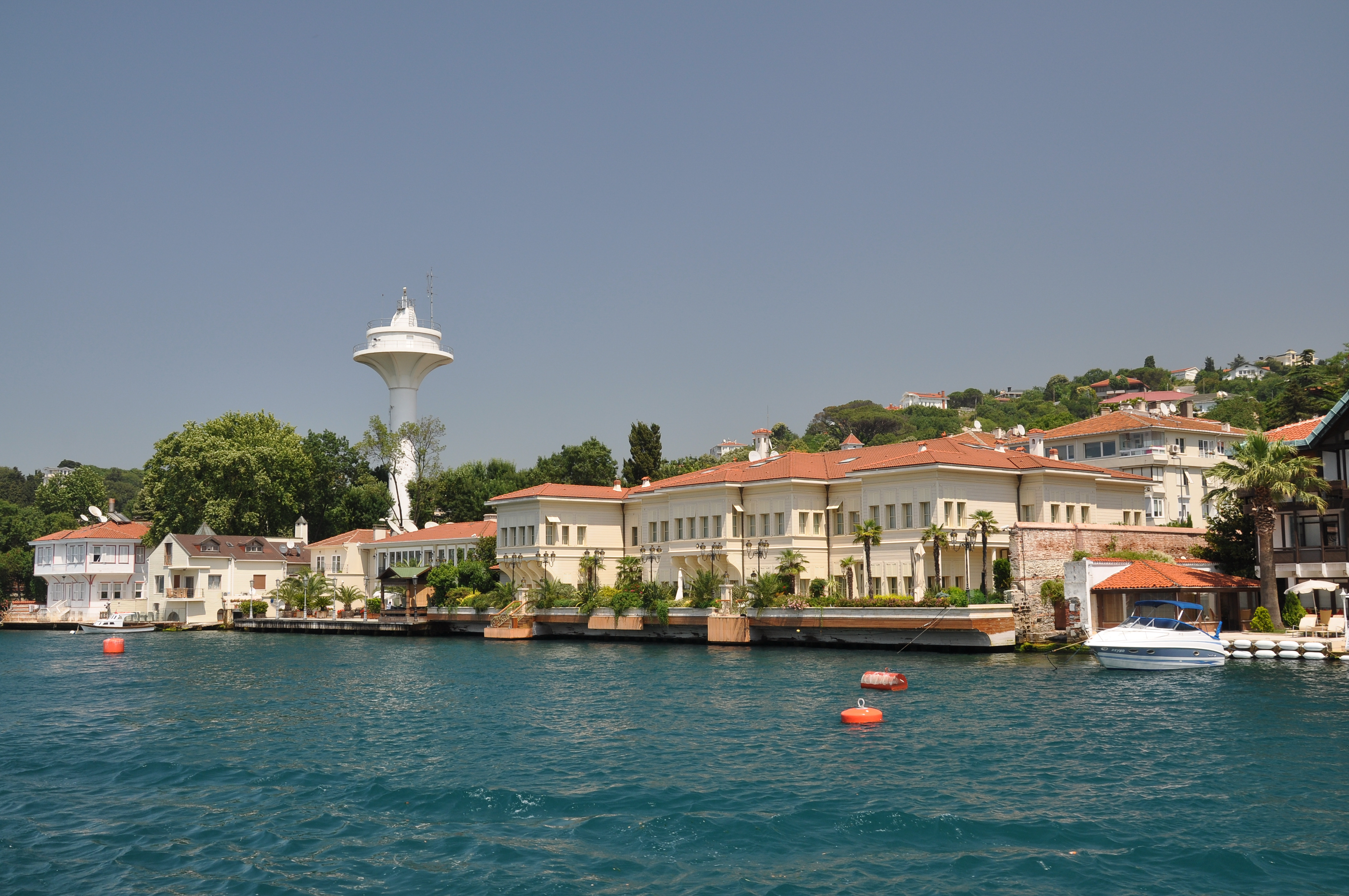
Saffet Paşa Yalısı en Kanlıca en el Bósforo.
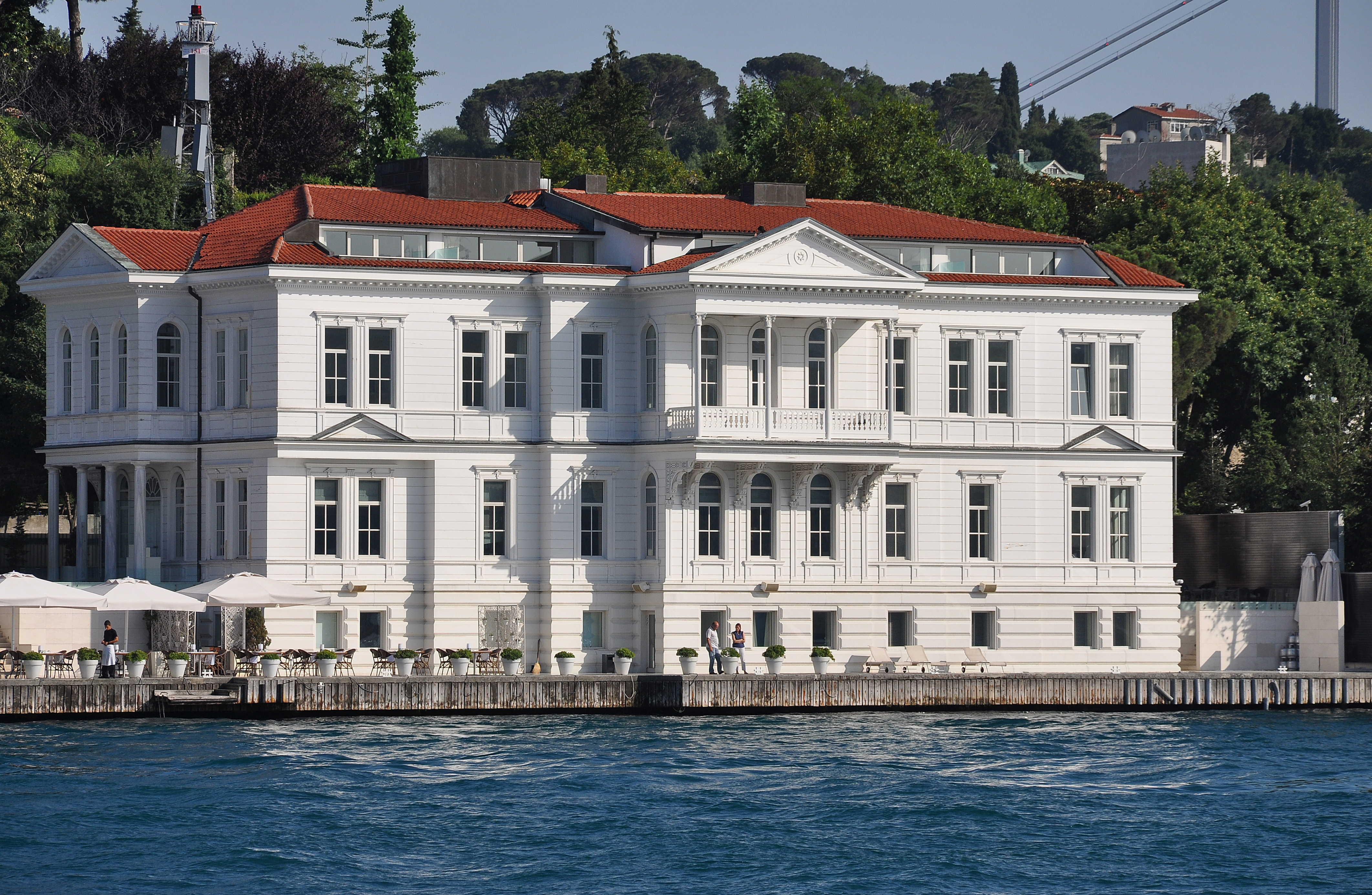
Yalı de Ahmet Rasim Pasha en Kanlıca en el Bósforo.
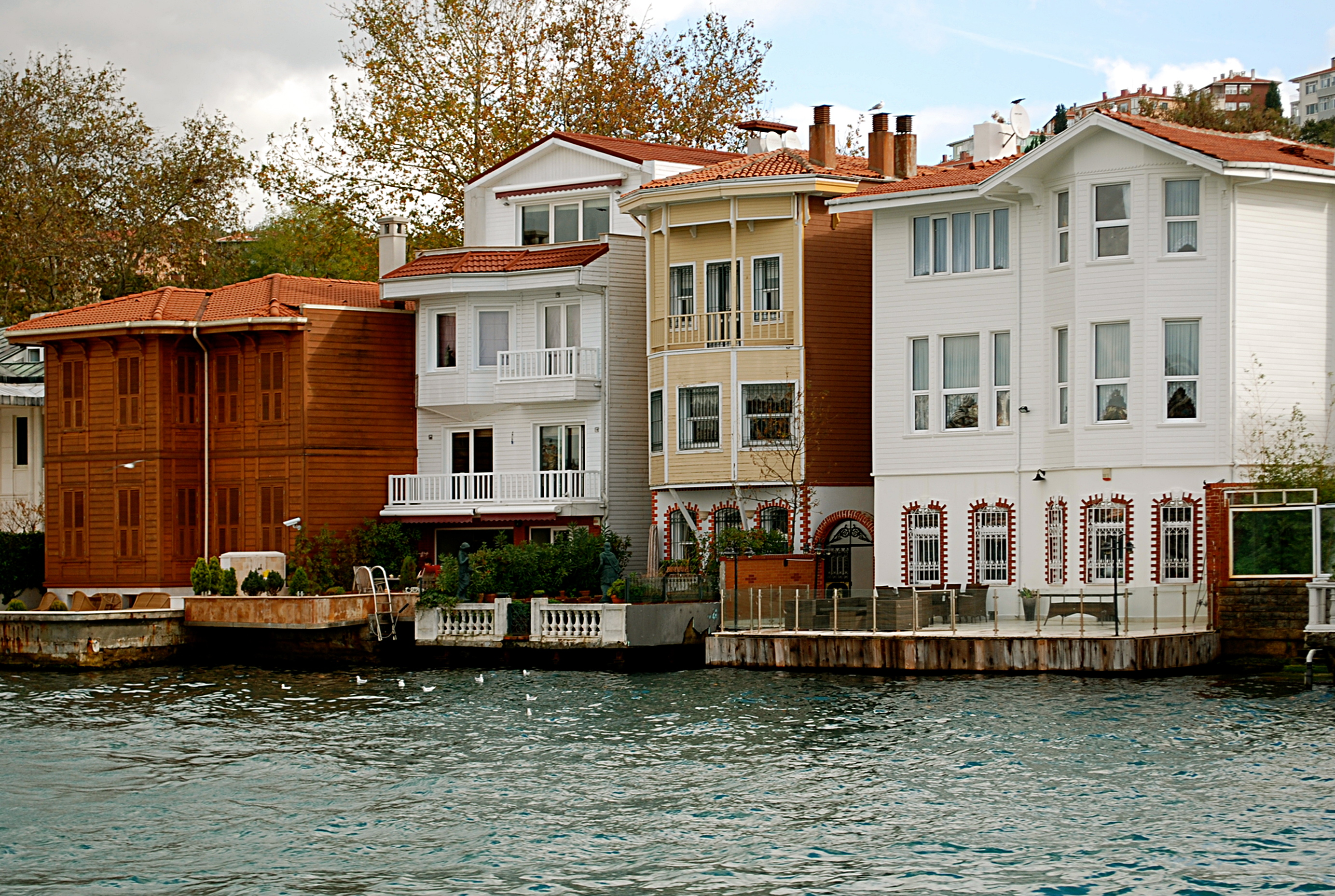
Kanlıca, en el Bósforo.
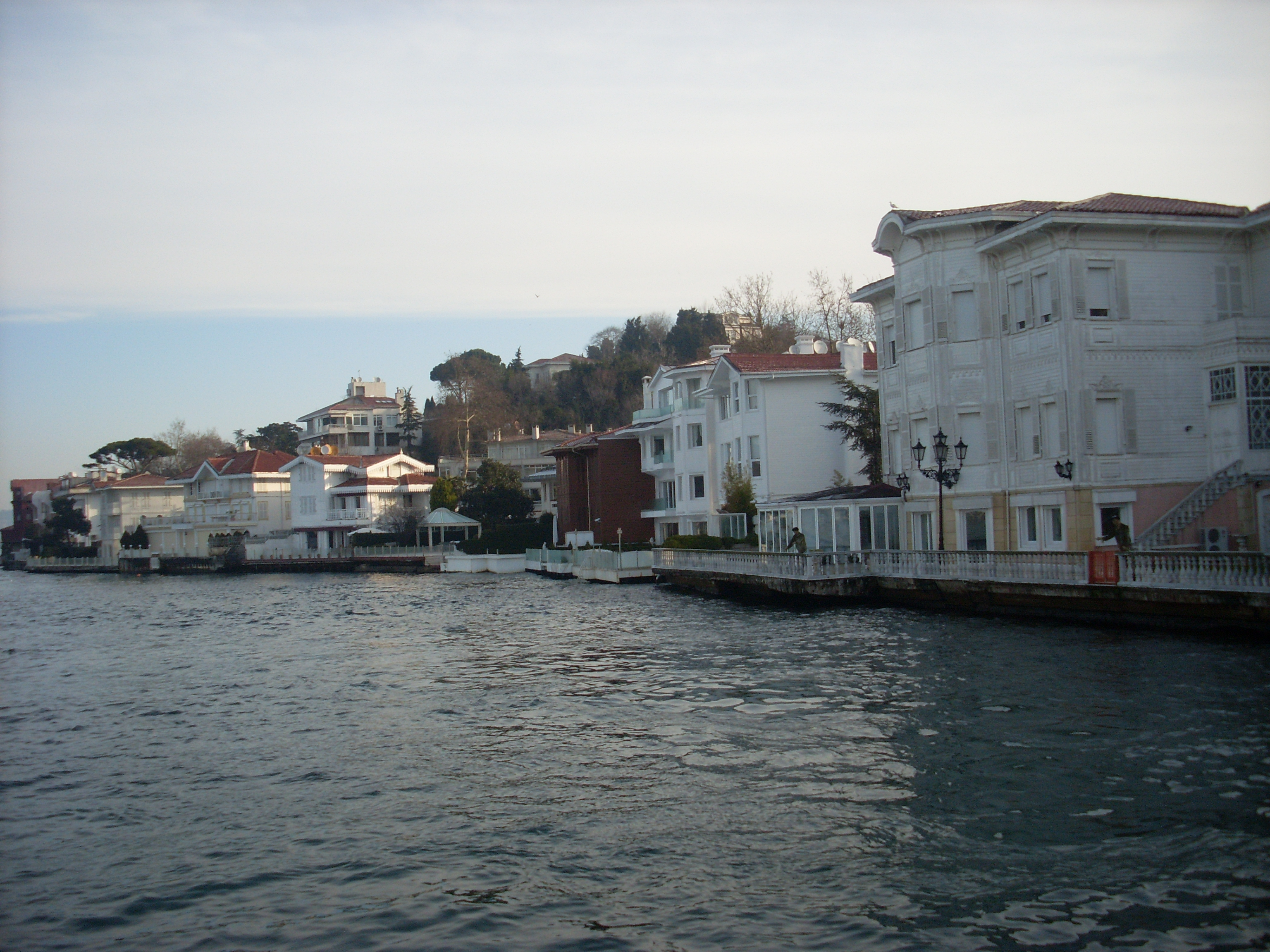
Kanlıca, en el Bósforo.
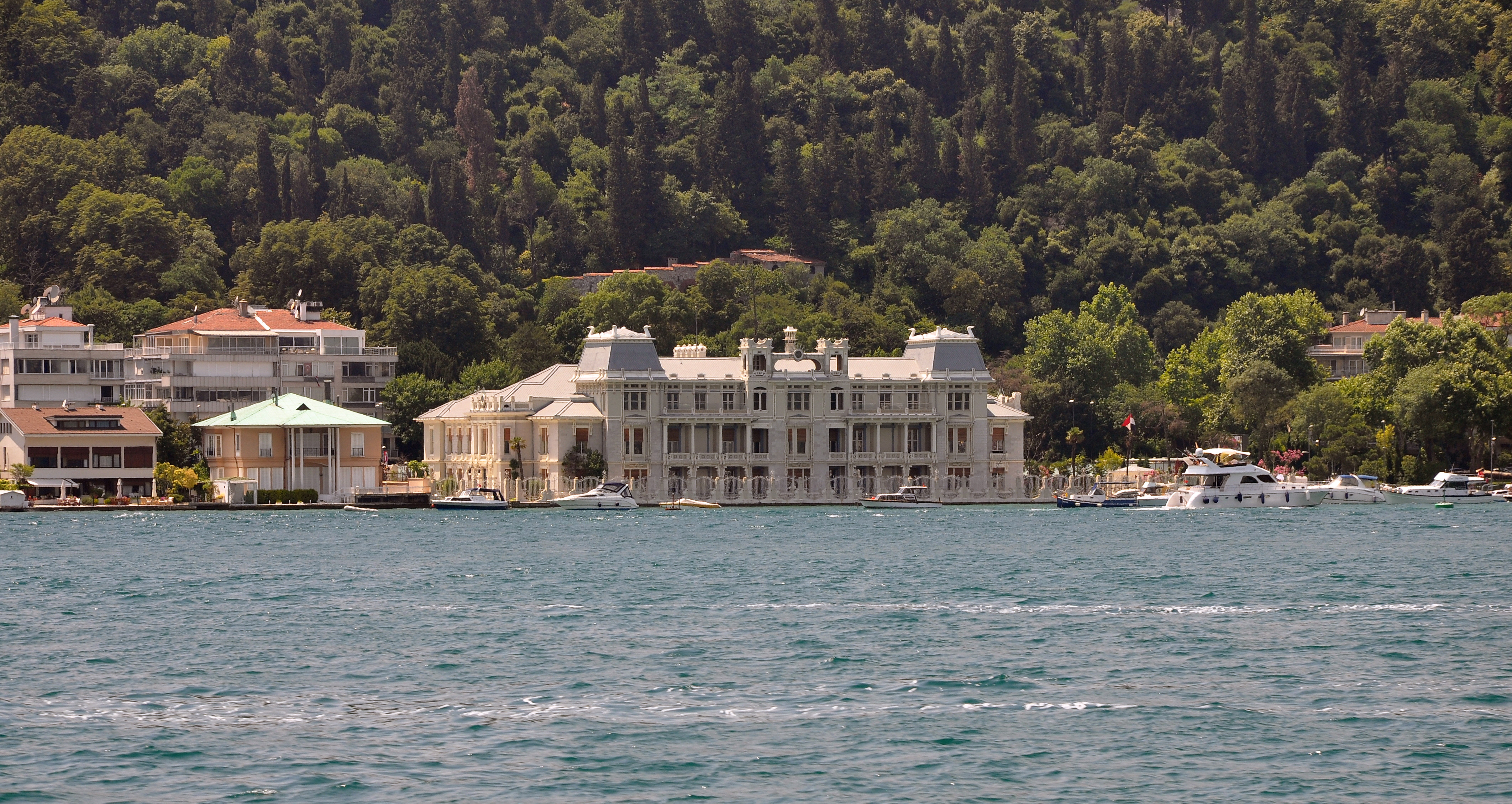
Yalı de Âli Pasha (actualmente el consulado egipcio) en Bebek en el Bósforo.
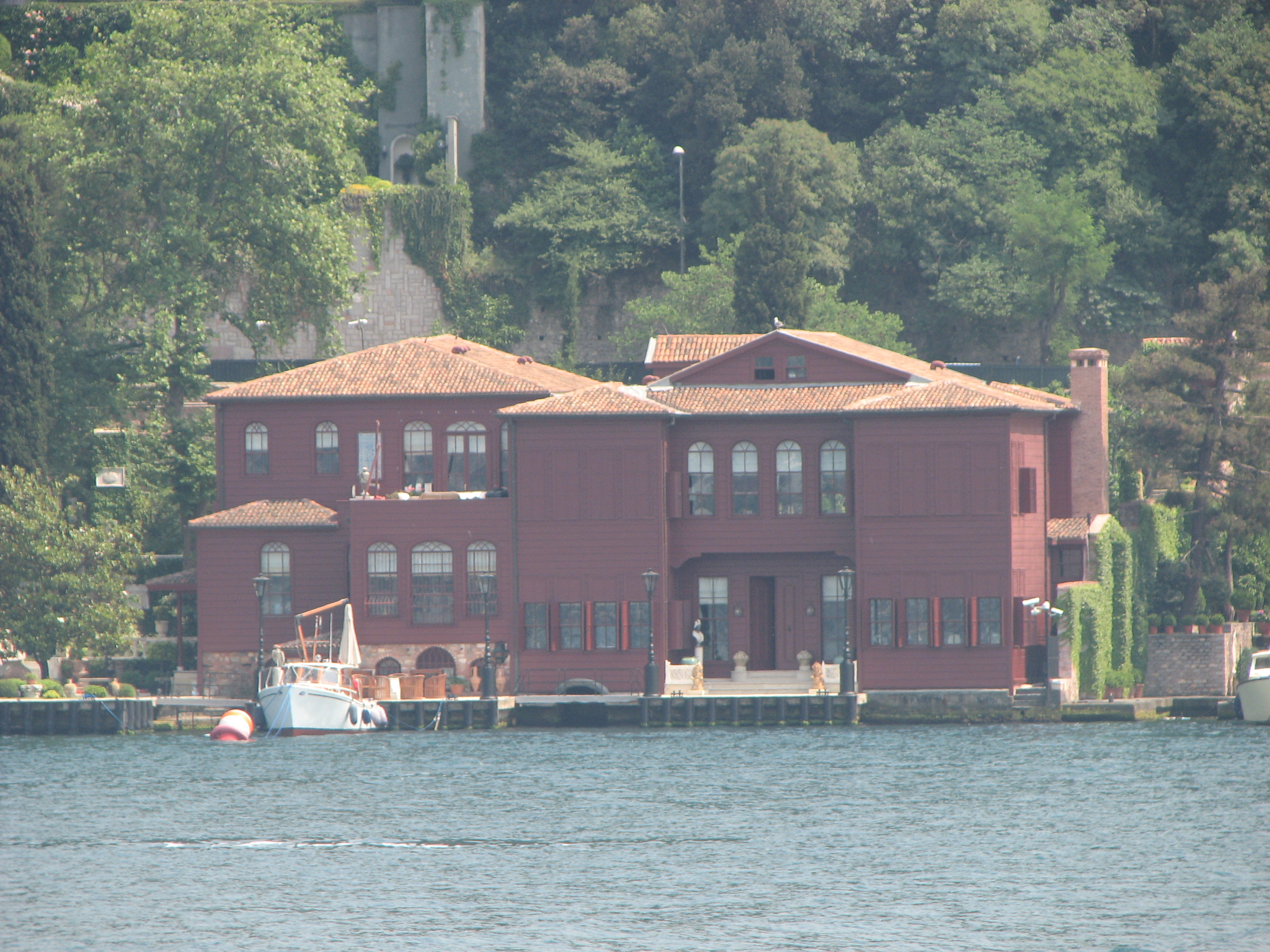
Yalı de Count Ostroróg en el Bósforo.
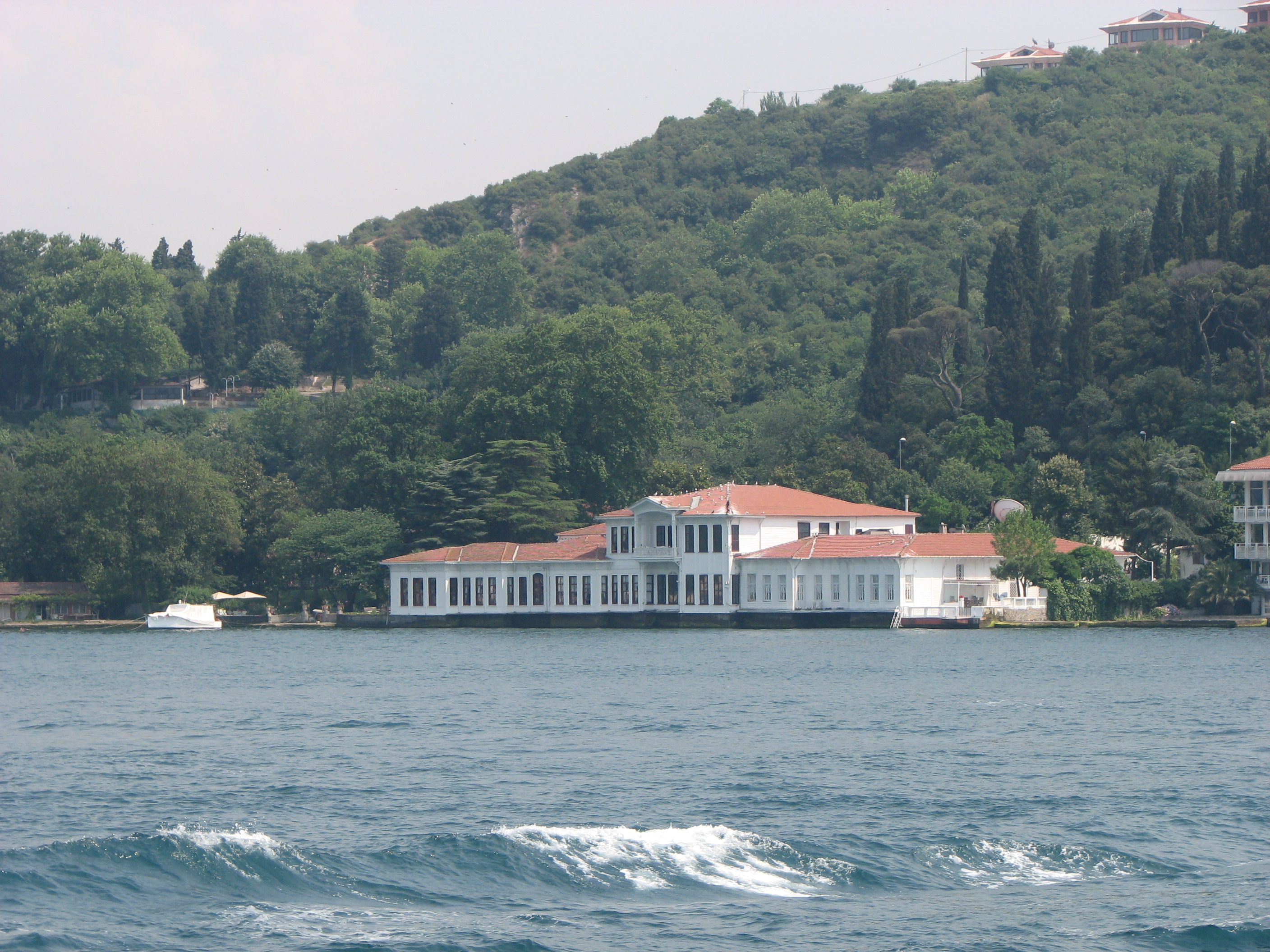
Yalı de Kıbrıslı Mehmed Emin Pasha en Kandilli en el Bósforo.
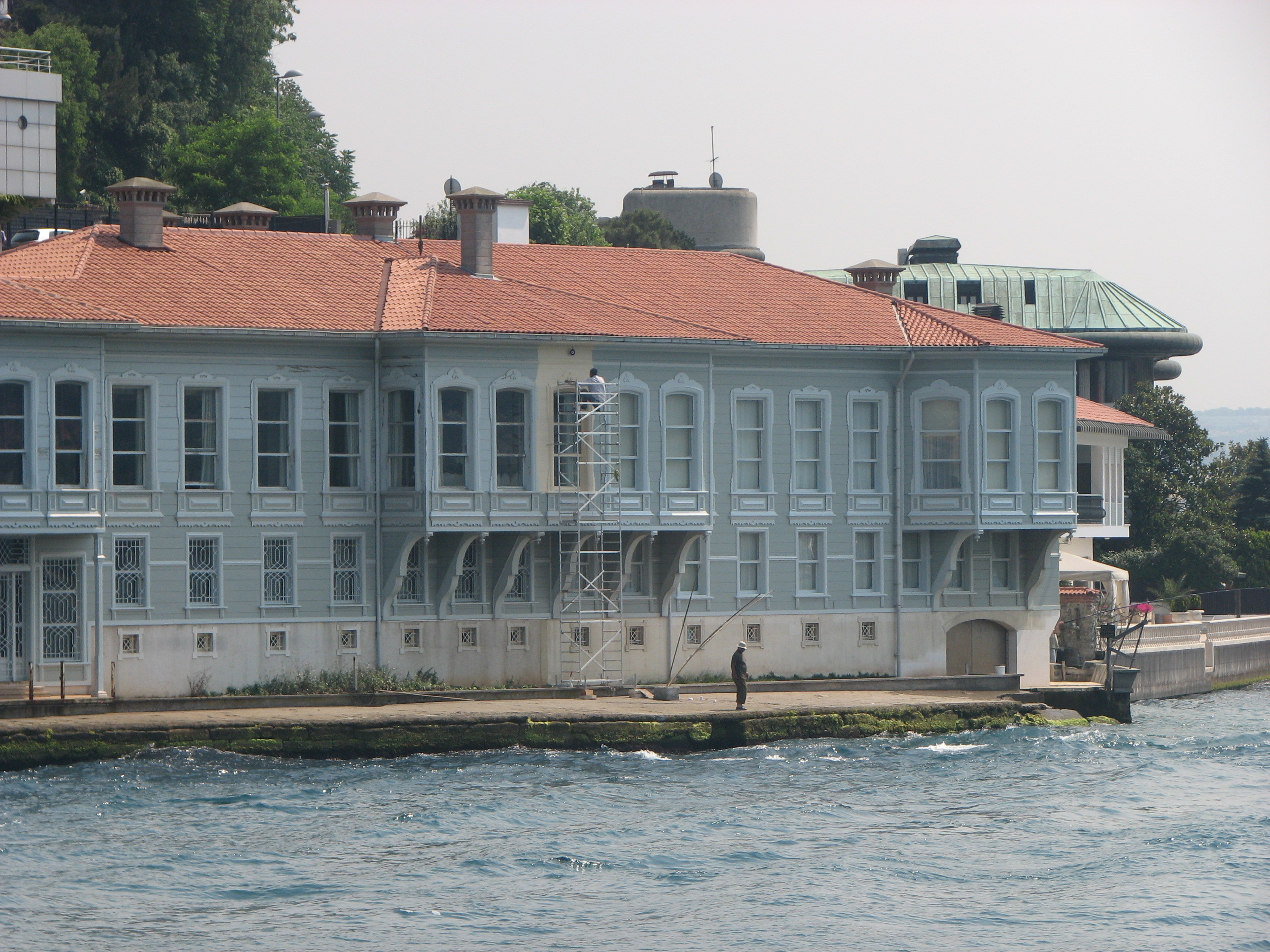
Edib Efendi Yalısı en Kandilli en el Bósforo.
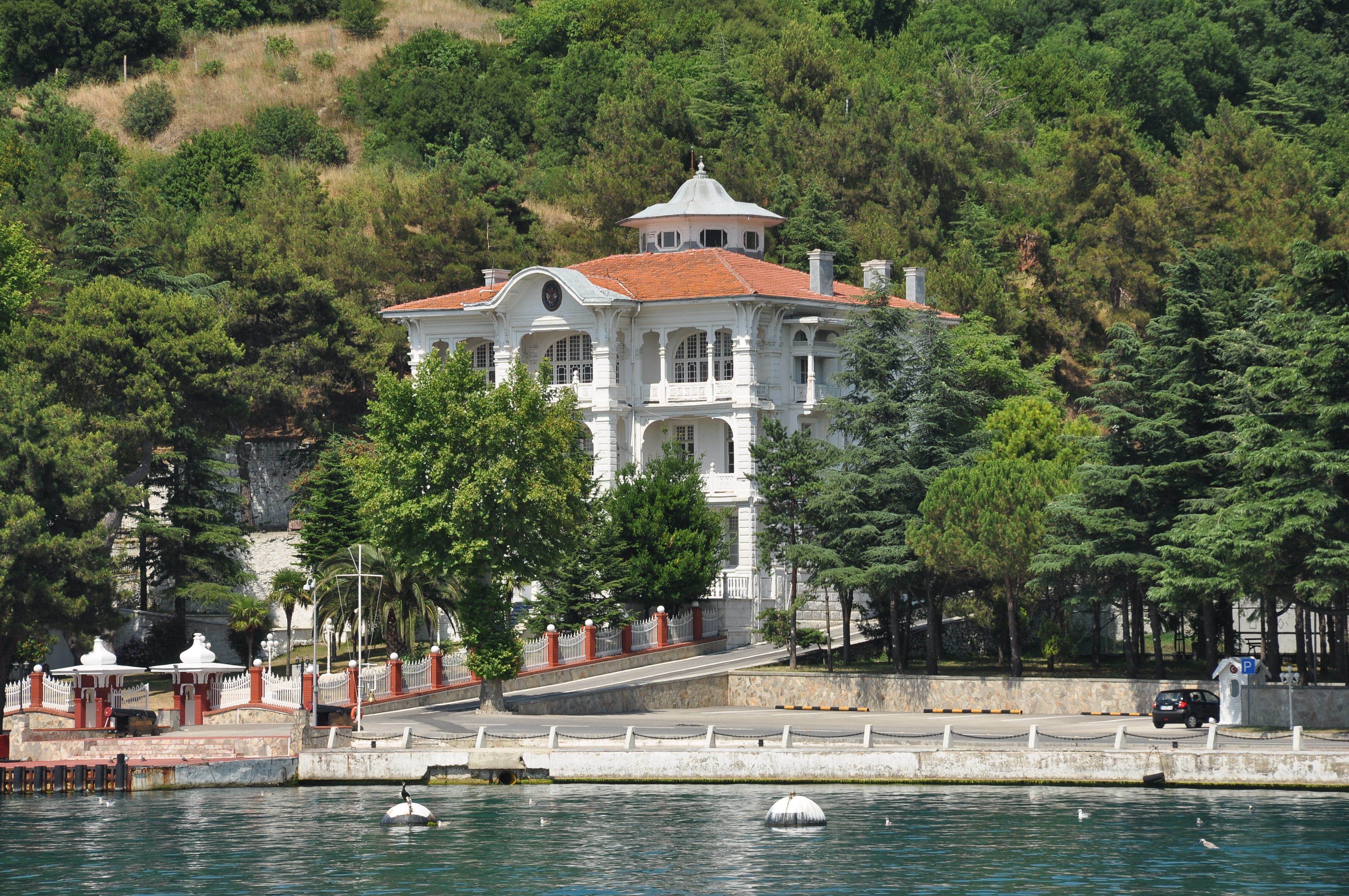
Un yalı en Anadolu Kavağı en el Bósforo.
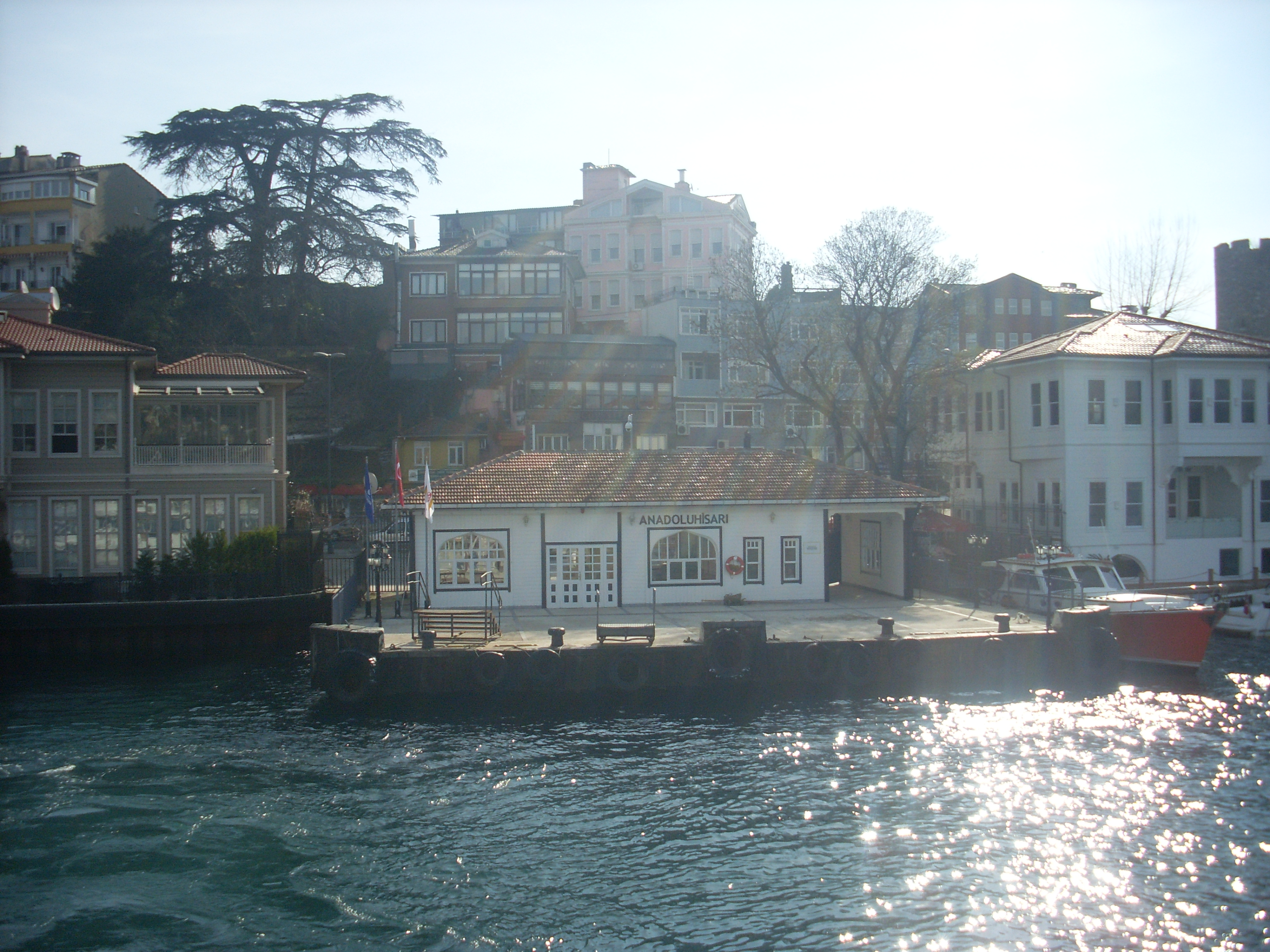
Anadoluhisarı, en el Bósforo.
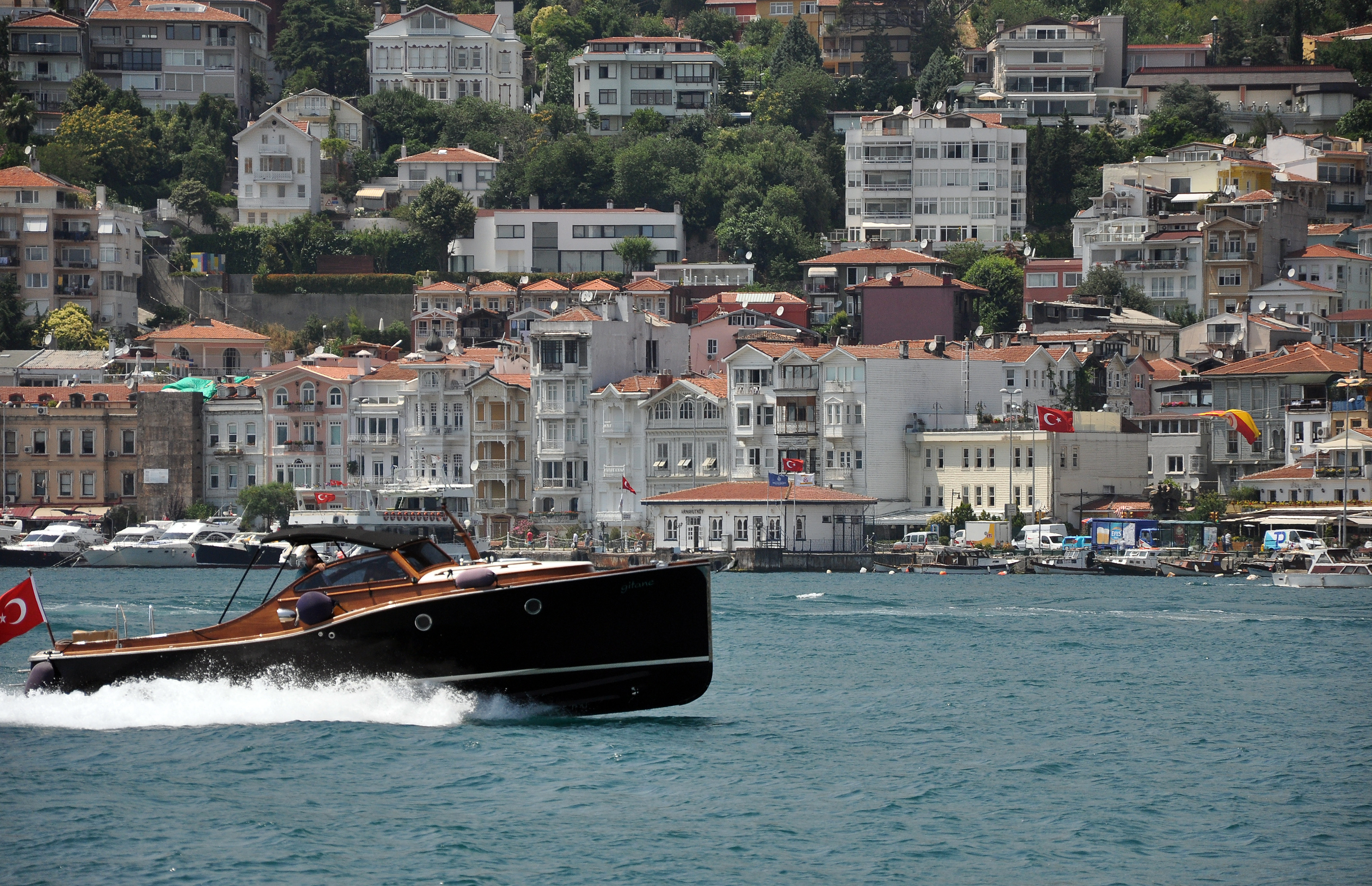
Arnavutköy, en el Bósforo.
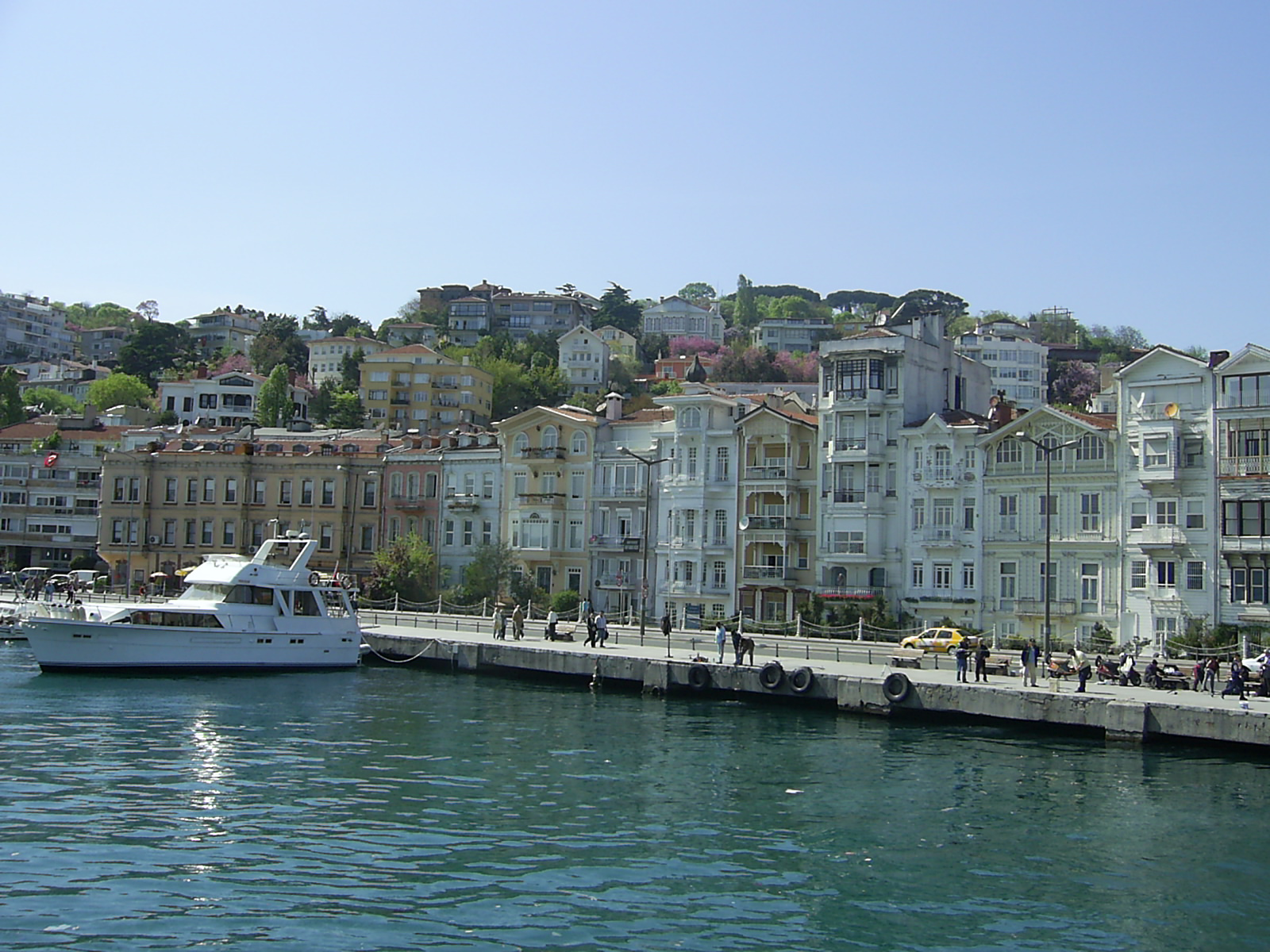
Arnavutköy, en el Bósforo.